# Gatamoix
Gatamoix (Alcúdia) és una possessió mallorquina que es troba a la localitat d'Alcúdia, just al darrere del puig de Sant Martí i al costat de la carretera de Palma-Alcúdia. Apareix ja dins el Llibre del Repartiment sota el nom de Cacamautx.
En 1252 era un rafal islàmic de 128 quarterades. En 1621 pertanyia a Bernardí Domenéch. La familia Domenéch, una de les famílies nobles d'Alcúdia, dedicaren els seus esforços al conreu de la vinya i dels cereals. També es dedicà a la criança de boví, ovelles i porcs.
El 1876 Henry Robert Waring promogué l'establiment d'una colònia agrícola a la possessió emparant-se en la nova llei de 1868. Fou coneguda amb el nom de Colònia de Gatamoix o, simplement, el Poble Nou, i fou abandonada vint anys més tard. En el segle xx, la possessió i l'antiga colònia canviaren novament de propietari. A finals del segle passà a la família de les Gràfiques Garcia d'Inca, que han fet uns grans canvis i han rehabilitat la possessió, jardins i conreus.
Actualment és propietat dels Pares Escolapis i gestionada per la Fundació Maria Ferret, que l'ha convertit en un centre didàctic per a visites escolars i hi ha organitzat voluntariats per recuperar les restes de l'antiga colònia, en bona part arrasada per la reutilització de les pedres a l'ermita de Crestatx i a la capella de la mina de carbó de Son Fe.
El 2018 s'hi produí un petit incendi en què es cremà poc més d'una hectàrea de càrritx.